# Veia ilíaca interna
A veia ilíaca interna (veia hipogástrica) começa perto da parte superior do forame isquiático maior, passa para cima atrás e ligeiramente medial à artéria ilíaca interna e, na borda da pelve, junta-se à veia ilíaca externa para formar a veia ilíaca comum.

## Estrutura
Várias veias se unem acima do forame isquiático maior para formar a veia ilíaca interna. Não possui os ramos previsíveis da artéria ilíaca interna, mas suas tributárias drenam as mesmas regiões. A veia ilíaca interna emerge acima do nível da incisura isquiática maior Ela corre para trás, para cima e em direção à linha média para se juntar à veia ilíaca externa formando a veia ilíaca comum na frente da articulação sacroilíaca. Geralmente situa-se lateralmente à artéria ilíaca interna. É largo e tem três centímetros de comprimento.

### Tributários
Originando-se fora da pelve, suas tributárias são as veias glútea, pudenda interna e obturadora. Correndo da superfície anterior do sacro estão as veias sacrais laterais. Provenientes dos plexos pélvicos e apropriadas ao gênero são as veias retal média, vesical, prostática, uterina e vaginal.

### Variação
À esquerda, a veia ilíaca interna fica lateral à artéria ilíaca interna 73% do tempo. À direita, isso é 93% do tempo.